# Головач Андрій Володимирович
Андрій Володимирович Головач (нар. 27 червня 1969, Донецьк, УРСР) — генерал-полковник податкової міліції, директор Інституту підприємництва та права Приватного вищого навчального закладу Донецького університету економіки та права, доктор юридичних наук, заслужений юрист України, академік наук Національної Академії Наук Вищої Освіти України, адвокат.
Обіймав посаду першого заступника голови Державної податкової служби за часів президента Януковича.

## Життєпис
Народився 27 червня 1969 року в Донецьку.

### Освіта
У 1984 році закінчив 8 класів середньої школи з відзнакою. У 1986 році закінчив Київське суворовське військове училище з золотою медаллю. 
У 1990-му — Донецьке вище військово-політичне училище інженерних військ і військ зв'язку (факультет зв'язку) з золотою медаллю. У 1996-му — Донецький національний університет, спеціальність — економіст. У 2000-му — Національна академія внутрішніх справ України, спеціальність — правознавство.
У 2004 році захистив кандидатську дисертацію та здобув звання кандидата юридичних наук. У 2011 році захистив докторську дисертацію на тему «Адміністративно-правовий статус керівника в органах державної податкової служби України» та здобув звання доктора юридичних наук.

### Кар'єра
З 1990 по 1995 рр. проходив службу на посадах офіцерського складу в Збройних силах СРСР та Збройних силах України.
З 1995 по 2002 рр. служба на керівних посадах в УБОЗ УМВС України в Донецькій області. З 2002 по 2012 рр. працював у податковій міліції ДПС України та обіймав керівні посади зокрема: З лютого по червень 2002 року — перший заступник начальника УПМ ДПА у Запорізькій області. 
З червня 2002 року по 2009 року — перший заступник Голови — начальник управління податкової міліції ДПА у Дніпропетровській області. 
З березня по грудень 2010 року — перший заступник начальника податкової міліції — начальник Головного управління податкової міліції ДПА України. 
З 25 грудня 2010 року — перший заступник Голови Державної податкової служби України — начальник податкової міліції, звільниний у квітні 2014 року).
З вересня 2012 року по вересень 2013 року очолював Координаційну раду керівників органів податкових (фінансових) розслідувань країн СНД[джерело?].
З 2018 працює в Приватному вищому навчальному закладі «Донецький університет економіки та права» на посаді директора інституту права, а також є практикуючим адвокатом[джерело?].

### Розслідування
9 серпня 2016 року Військова прокуратура та СБУ затримали Головача за підозрою у незаконному відшкодуванні ПДВ на 3 млрд грн.
За даними слідсива, 2012 року Головач підписав супровідний лист, із яким до Державної казначейської служби спрямовувались реєстри на відшкодування ПДВ, і нібито взяв участь у заволодінні бюджетними коштами в розмірі понад 200 млн грн. Слідчі заарештували власність Головача та його родини: котеджне містечко, кілька ресторанів та магазинів елітного одягу на Хрещатику.
5 листопада 2021 року Київський апеляційний суд скасував вирок Головачу, заявивши, що він «визнав провину під тиском». Також апеляційний суд визнав тиском арешт майна родичів Головача.
У червні 2023 року САП закрила кримінальне провадження відносно Головача (на підставі п.3 ч.1 ст.284 КПК України). Постанову САП оскаржили у Вищому антикорупційному суді, який визнав її законною.

## Звання та нагороди
- «Вчений року» за версією року наукової програми «Наукова еліта України»[10] (2024)
- Медаль «За бездоганну службу» III ступеню[11].
- Почесне звання «Заслужений юрист України»[12].
- Почесний працівник ДПС України.

## Статки
13 будинків під Києвом в елітному котеджному містечку «Сонячна долина» (с. Романків). Із них 11 записані на свата, пенсіонера Валентина Шкільова, ще по одному — на дружину та сина. Приблизна вартість цих нерухомих інвестицій — $15 млн, або 420 млн грн.